# Civilní záslužný řád (Sasko)
Civilní záslužný řád (německy Zivilverdienstorden) byl saský řád. Založil ho 7. června 1815 král Fridrich August I. Saský. Byl udělován za občanskou službu a ctnost.

## Vzhled
Odznak řádu se skládá z bíle smaltováného kříže se zlatě lemovánými rameny. V centrální části se nachází znak Saského království. Zádní stranu tvoří zelený vavřínový věnec se zlatým nápisem Für Verdienst und Treue (Za zásluhy a věrnost). Stuha je bílá se zeleným pruhem na každé straně.

## Dělení
Při založení v roce 1815 byl řád rozdělen na sedm tříd:
- Velkokříž
- Komandér 1. třídy
- Komandér 2. třídy
- Rytíř
- Malý kříž
- Zlatý záslužný kříž
- Stříbrný záslužný kříž

S pozměňovacím návrhem ze dne 18. března 1858 se z malého kříže stal záslužný kříž a 31. ledna 1876 se z něj stal rytířský kříž druhé třídy.
- Velkokříž
- Komandér 1. třídy
- Komandér 2. třídy
- Rytíř 1. třídy
- Rytíř 2. třídy
- Zlatý záslužný kříž
- Stříbrný záslužný kříž

## Galerie

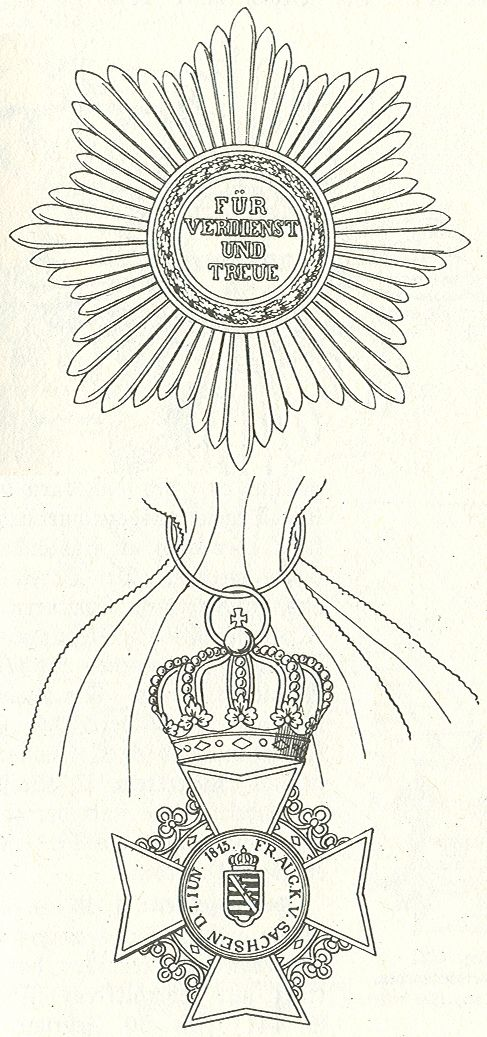
Hvězda a velkokříž